# Guillermo Alvaro Ortiz Carrillo
Guillermo Alvaro Ortiz Carrillo (ur. 10 grudnia 1924 w Fosca, zm. 24 lutego 2000 w Garagoa) – kolumbijski duchowny katolicki, biskup diecezji Garagoa w latach 1989-2000.

## Życiorys
Studiował filozofię i teologię w Wyższym Seminarium Duchownym w Bogocie. Święcenia kapłańskie przyjął 6 grudnia 1953 i został inkardynowany do archidiecezji bogotańskiej. Był m.in. wikariuszem biskupim dla strefy pastoralnej św. Józefa (1969-1986).

### Episkopat
3 maja 1986 został mianowany przez papieża Jana Pawła II biskupem pomocniczym archidiecezji bogotańskiej i biskupem tytularnym Pauzery. Sakry biskupiej udzielił mu 15 czerwca tegoż roku abp Mario Revollo Bravo.
16 lutego 1989 został mianowany biskupem koadiutorem diecezji Garagoa. 27 grudnia tegoż roku, po śmierci biskupa Juana Mojica Oliveros, objął rządy w diecezji.
Zmarł nagle 24 lutego 2000 w biurze Domu Biskupiego.